# تاریخچه هابیت
تاریخچه هابیت (انگلیسی: The History of The Hobbit) مطالعه دو جلدی رمان هابیت اثر جی آر آر تالکین در سال ۱۹۳۷ است. این کتاب توسط هارپرکالینز در ماه مه و ژوئن ۲۰۰۷ در بریتانیا منتشر شد و هر دو جلد آن توسط هاتون مفلین در ۲۱ سپتامبر ۲۰۰۷ در ایالات متحده منتشر شد. مجموعه‌ای جعبه‌ای که ترکیبی از هابیت و تاریخچه هابیت است نیز در ۲۶ اکتبر ۲۰۰۷ منتشر شد. یک نسخه تک جلدی از آن نیز در ۲۷ اکتبر ۲۰۱۱ منتشر شد.
این اثر دو جلدی شامل پیش‌نویس‌های منتشرنشده تالکین از رمان، با تفسیر جان دی. راتلیف است. همچنین جزئیات ویرایش‌های مختلف تالکین بر هابیت، از جمله بازبینی‌های رهاشده برای ویرایش سوم منتشرنشده اثر، که برای سال ۱۹۶۰ در نظر گرفته شده‌است، و همچنین نقشه‌ها و تصاویر اصلی منتشر نشده قبلی که توسط خود تالکین کشیده شده‌است، در آن قرار دارد.